# Självmord
| Uppgift saknas Mindre än 2,5 2,5-5 5-7,5 7,5-10 10-12,5 12,5-15 | 15-17,5 17,5-20 20-22,5 22,5-25 25-27,5 Mer än 27,5 Källa: WHO |

| Uppgift saknas Mindre än 4 4-8 8-12 12-16 16-20 20-24 | 24-28 28-32 32-36 36-40 40-44 Mer än 44 |

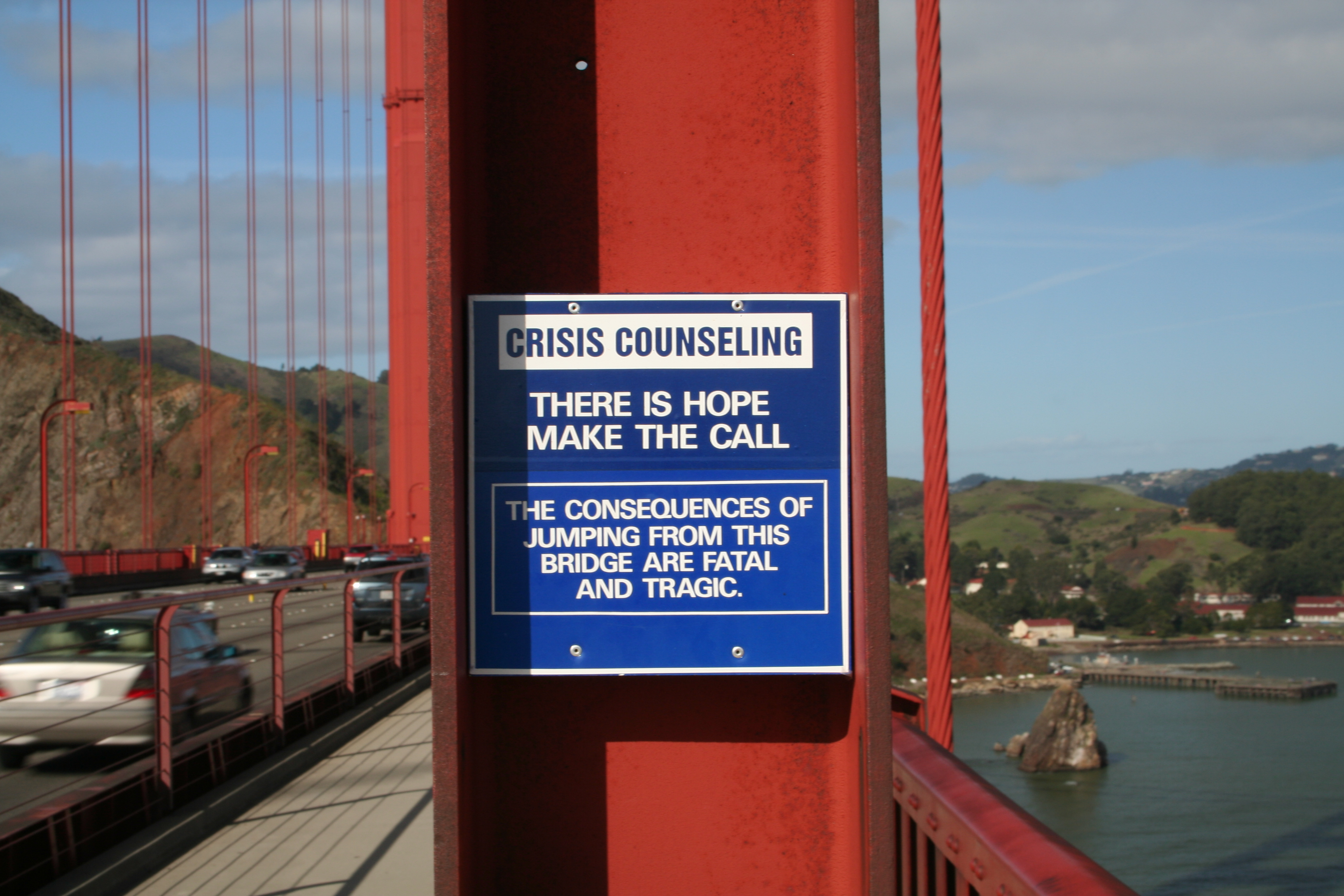
En skylt med ett självmordsförebyggande budskap på Golden Gate-bron i San Francisco, USA. Skylten uppmanar självmordsbenägna att ringa efter hjälp.

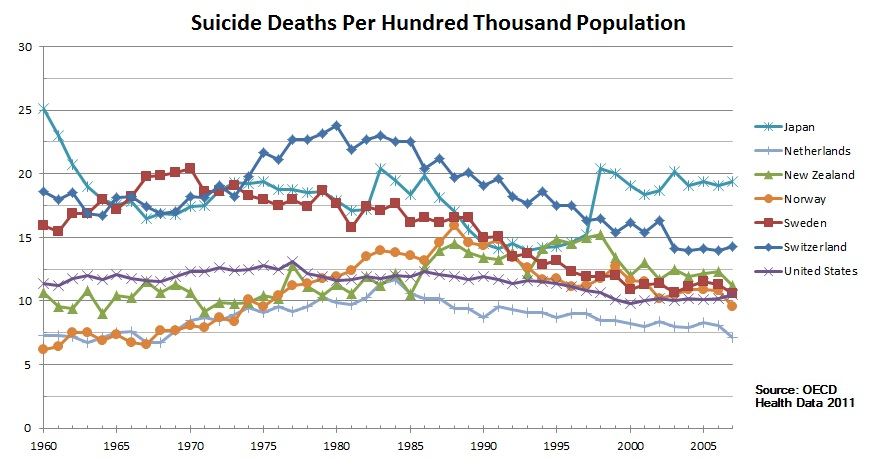
Tidsdiagram för dödligheten i självmord från 1960 till 2007 för Japan, Nederländerna, Nya Zeeland, Norge, Sverige, Schweiz och Förenta staterna.

Åldersjusterat antal självmord per 100000 invånare i världens länder (2012).

Åldersjusterat antal självmord per 100000 män (2012), samma färgskala som nedan.

Åldersjusterat antal självmord per 100000 kvinnor (2012)

Självmord eller  suicid är den medvetna handlingen att ta sitt eget liv. Självmord tenderar att förklaras av psykologin genom att härleda handlingen mer till personens inre liv, något som kompletteras av sociologins förklaringsmodeller, där man snarare tenderar att åberopa en låg grad av social integration, vilket har stöd i att grupper med högre social integration historiskt sett har haft lägre självmordsfrekvenser.
Det finns många olika riskfaktorer för de som väljer att begå självmord, exempel är: mental och/eller fysisk sjukdom, drogberoende, finanskriser, förlust av familj, ojämlikhet, bieffekter av antidepressiva substanser, mobbning, skulder, socialt stigma, nihilistiska uppfattningar.   Respektive på grund av arbete (se:karoshi). Ofta finns dock också en bakomliggande livskris, en känsla av, eller en reell hopplöshet, en brist på framtidstro, eller en låg värdering av det egna livet. Motiven kan också vara kamp med existentiella eller politiska grubblerier, eller rent religiöst betingad skuld.  Självmord föregås ofta av en självmordskris.
Människor som dricker mer alkoholhaltiga drycker än vad de flesta gör tenderar oftare att begå självmord.
Ibland väljer människor med smärtsamma sjukdomar att avsluta sitt liv istället för att invänta en oundviklig död. 
Åren 2010–2020 var självmord den näst vanligaste dödsorsaken bland ungdomar. År 2012 uppskattades minst två procent av alla trafikolyckor också egentligen vara självmord. Globalt så tar någon livet av sig uppskattningsvis var fyrtionde sekund (2019).
Enligt Världshälsoorganisationen (WHO) var  självmord 2019 en av de ledande dödsorsakerna och under de föregående 45 åren ökade antalet självmord med cirka 60 procent. I Sverige var det 2013 fler män än kvinnor som begick självmord, däremot var självmordsförsök vanligare bland kvinnor än män. Självmord var 2018 en av de vanligaste dödsorsakerna bland yngre människor (vid 40-årsåldern börjar andelen minska eftersom andra orsaker ökar kraftigt, däribland cancer och hjärtproblem), trots att det begås fler självmord av äldre. År 2018 tog ungefär fyra personer livet av sig i Sverige varje dag.
Självmord upplevs ofta som en katastrof av de efterlevandes anhöriga och vänner, och ses som en stor kostnad för samhället. Självmord är tabu nästan överallt i världen.

## Terminologi

### Självmordstankar
Den som har självmordstankar tänker på att ta sitt liv eller vill försöka. Dessa tankar kan variera, från att vara mycket vaga och diffusa till att vara mycket påträngande med detaljerade fantasier och ingående planläggning. Självmordstankar är relativt vanligt, omkring 50 procent av alla tänker någon gång allvarligt på att ta sitt liv. För de flesta går tankarna snabbt över. Långvariga och återkommande tankar kan vara ett tecken på depression.

### Självmordsförsök
Många självmordsbenägna ger sig ofta in på aktiviteter som kan sluta med döden. Det kan vara mer eller mindre allvarligt menade. Den som försökt ta sitt liv löper större risk att till sist göra det. Av de som försökt ta sitt liv försöker 15 procent igen inom ett år, de flesta av dem inom tre månader. 1 av 25 personer gör ett självmordsförsök.

### Självmordssmitta
Många är rädda för att självmord ska smitta; ibland ser man hur flera individer i en umgängesgrupp eller familj begår självmord under en begränsad tid. Kändisars självmord kan till exempel ge impulser till andra självmordsbenägna.[källa behövs] Det är undersökt att det är viktigt att sprida information om självmord på ett tydligt sätt och inte låta bli att rapportera om det bara för att det har varit självmord. WHO har tagit fram tydliga riktlinjer för hur media ska rapportera om självmord:
WHO:s råd för professionella inom media:
- Ta tillfället i akt att informera allmänheten om självmord
- Undvik sensationsspråk eller språk som normaliserar självmord eller presenterar det som en lösning på problem
- Undvik framträdande placering och undvik upprepning av berättelser om självmord
- Undvik att beskriva metoden som användes för ett fullbordat självmord eller för självmordsförsök
- Undvik att använda detaljerad information om platsen där självmordet eller självmordsförsöket genomfördes
- Försiktighet bör iakttas vid rubriksättning
- Använd foton och videobilder varsamt
- Var speciellt noggrann vid rapportering kring kända personers självmord
- Visa varsam respekt för de efterlevande och andra berörda
- Ge information om var hjälp finns
- Var uppmärksam på att även mediefolk själva kan vara direkt eller indirekt berörda och därmed mer eller mindre sårbara och påverkade av berättelser om självmord

### Självmordsbrev
Minoriteten av de som tar sitt liv, mindre än 25 procent av vuxna och en ännu mindre andel av ungdomarna, lämnar efter sig någon form av meddelande som skulle kunna tolkas som ett avskedsbrev, där de försöker förklara sitt handlande eller lämna en sista hälsning; ibland innehåller det en ursäkt till de efterlevande eller en beskrivning över hur deras begravning ska genomföras. Ofta är det i form av ett vanligt brev, men ibland bara rudimentära anteckningar på något föremål i närheten.

### Kollektivt självmord
En del sekter och andra tätt sammanhållna grupper begår ibland självmord av ideologiska skäl men det förekommer även mindre självmordspakter som ingås för att de inblandade skall kunna stödja varandra i sitt gemensamma självmord. Båda fenomenen är mycket ovanliga även om det på senare tid[när?] har blivit något vanligare att självmordsbenägna söker upp varandra och sluter pakter på Internet.

### Mord följt av självmord
Det händer ibland att en gärningsman dödar andra för att sedan ta sitt eget liv. I fred brukar det för det mesta vara modern eller fadern som dödar sina barn, och eventuellt sin partner, för att sedan ta sitt liv (se Familjetragedi). Ett uppmärksammat fall utanför det rena familjelivet är Columbinemassakern i USA, där två elever gick bärsärkagång med skjutvapen och flera hemmagjorda bomber på en skola för att till slut ta sina egna liv. (se även Skolmassaker).

### Självmordsattacker i krig
Terrorister har ofta med vetskapen om att deras liv kommer att ta slut efter utfört attentat – till exempel anarkister och nihilister i Tsarryssland. Ett annat exempel är de moderna självmordsbombarna.
Under krig har det i alla tider skett självmordsattacker på anmodan av högre befäl eller spontant av enskilda stridande, oftast praktiserat av den svagare parten i en konflikt. Mest kända är de japanska kamikazeattackerna mot amerikanska örlogsfartyg med både mänskliga torpeder och bomber under andra världskriget, men självmordsbrigader har bildats i de flesta arméer under någon tidsperiod. Straffkompanier skickades ibland mot en sannolik död mot amnesti vid överlevnad eller så ställde grupper av fromma eller lojala soldater upp för att med sitt liv vända ett hopplöst läge. Efter den vapentekniska revolutionen som kom med Europas industrialisering kan man säga att många primitiva stammar begick självmord när de med spjut och pilbågar försökte strida mot moderna gevär, kulsprutor och ordentligt artilleri, knappast utan kunskap om deras effektivitet. Självmordsattack i den här användningen av ordet innebär inte nödvändigtvis att deltagarna vill dö, bara att de sannolikt kommer att göra det samt är medvetna om att de förmodligen kommer att göra det. Ett specialfall av militära självmord är att kasta sig över en handgranat för att rädda sina kamrater.

### Assisterat självmord
En etiskt problematisk (man kan inte anta att motiven är sjuka och irrationella på samma sätt som hos de normala självmorden) men socialt mindre tabubelagd anledning för att människor tar sina liv, är svåra hopplösa handikapp eller smärtsamma och långt framskridna sjukdomar som ändå slutar med döden. På många håll, till exempel i Brasilien och Japan är det olagligt att hjälpa någon att ta sitt liv. I Sverige är det däremot inte straffbart att hjälpa eller att förse en människa med medel att ta sitt liv, även om det görs av en läkare. Läkaren riskerar dock att förlora sin yrkeslegitimation. Eutanasi eller aktiv dödshjälp, där någon i enlighet med en människas vilja tar dennas liv, betraktas dock som dråp. Dråp ger dock ett straff på 6–10 år fängelse, dödshjälp av anhörig skulle mest troligt ge cirka 1 års fängelse på grund av förmildrande omständigheter.

## Förebyggande
Olika preventiva åtgärder finns med syfte att förhindra självmord. Inom sjukvården förekommer olika suicidriskbedömning, som ämnar att upptäcka de med risk att begå självmord för att kunna sätta in åtgärder. Det finns kopplingar mellan självskadebeteende och självmordsförsök, varför en del program syftar till att minska sådant beteende.

### Inom skolan
I en SBU-rapport från 2015 fann man två skolbaserade program som kunde förhindra självmord hos barn och unga. Dessa var: Good Behaviour Game (GBG) där man i lågstadiet ägnar ett antal timmar till att främja "positiva beteenden och attityder" mellan skolungdomar och lärare; samt Youth Awareness of Mental Health som försöker öka förståelsen om psykisk hälsa bland högstadieelever. Andra program än dessa två saknar vetenskapligt stöd, och det finns få studier som har tittat på möjliga negativa effekter av liknande program. En senare uppdatering av kunskapsläget kunde inte dra slutsatser för andra program.

### Inom vården
Inom den psykiatriska vård genomförs ofta suicidriskbedömningar för kunna sätta in behandling eller andra förebyggande åtgärder vid behov. Ett antal olika instrument finns för att underlätta sådan bedömning, men det har dåligt stöd då de används på egen hand för att bedöma suicidrisk.
Psykisk livräddning är ett förstahjälpen-program som lär ut hur man hjälper en person i psykisk kris. Det finns kurser i psykisk livräddning precis som det finns kurser i hjärt-lungräddning.

## Omfattning och förekomst
WHO har sammanställt statistik som tyder på att 873 000 personer (2007) tar sitt liv varje år. En del länder rapporterar emellertid av politiska eller byråkratiska skäl bara enstaka självmord. En del länders regeringar har inte kontroll över sitt territorium, folkräkningen är rudimentär och statistiken som förs över dödsorsaker är knapphändig.
Många av de länder som inte rapporterar några självmord ligger i Afrika. Där finns många andra vanliga dödsorsaker, som olika infektionssjukdomar, malaria, aids och svält, som står för en stor del av de sammanlagda dödstalen. Statistik från Sydamerika och delar av Asien är inte heller tillförlitliga. I Kina har man ingen heltäckande statistik, men man har gjort undersökningar av representativa regioner; nivån var som i Västvärlden, men könsfördelningen var annorlunda: mycket jämn, men med något fler kvinnor. I Mellanöstern kan man av politiska skäl vilja skyla antalet självmord.[källa behövs] Men fattigdom och hopplöshet misstänks vara faktorer bakom självmord, vilket gör att man kan anta att självmord förekommer överallt.[källa behövs]

Självmordsbenägenhet per åldersgrupp.

Ett land som Kuwait, som har en fungerande statistik men inte någon utbredd fattigdom, har dock en mycket låg självmordsnivå med inte ens två självmord per hundra tusen invånare, så man behöver inte anta att självmord är lika utbrett överallt. En mer möjlig siffra för hela jorden borde alltså vara omkring en miljon.
I västvärlden – i länder som Australien, Nya Zeeland, Västeuropa, Kanada och USA – ligger självmorden på samma någorlunda höga nivå. Det tros hänga ihop med en åldrande befolkning. Flest självmord begås på olika håll i Östeuropa (Litauen och Ryssland har anmärkningsvärda nivåer bland män, över 74 respektive 69 per hundra tusen invånare) och Japan (dryga 35 för män och nästan 13 för kvinnor per hundra tusen invånare). En del av OSS-länderna har mycket hög självmordsnivå. Kazakstan har över 50 självmord per hundra tusen män men bara knappt nio av lika många kvinnor begår självmord.
I Europa varierar självmordsnivån från 11 till 36 självmord per hundratusen invånare där länderna med högst nivå ligger i östra Europa. Där ligger i synnerhet yngre män i riskzonen. Europas katolska delar har lägre självmordsnivå än de protestantiska, södra Europa har lägre självmordsfrekvens än norra Europa.
Norge som fört statistik från 1826 visar att självmordsnivåerna tenderar att vara ganska stabila över tid.
Sverige har i ett europeiskt perspektiv en genomsnittlig självmordsnivå. År 2010 tog 1 442 personer sitt liv vilket kan jämföras med 1980 års siffra som låg på 2237. Det begicks 18,4 självmord per hundra tusen invånare 2010 och 6 gånger fler självmordsförsök. Räddningsverket beräknade att samhällets kostnad för 2006 uppgick till 5,5 miljarder eller 0,2 procent av BNP. Av det var 61 procent kostnader i samband med självmordsförsök. Men för de fullbordade självmorden räknas inte förstört humankapital in, vilket beror på att det är svårt att beräkna. Det antas dock vara lönsamt för samhället att lägga ner upp till 18,6 miljoner kronor för att förhindra ett självmord.
Sveriges regering införde en nollvision för självmord 2008. Idén till en nollvision kom ursprungligen från Petter Sivlér (M) och Jonas Grafström (M), i samband med en insändare under januari 2005 som fick stort genomslag runt om i Sverige.

## Riskgrupper
I Sverige och på många andra håll i världen är självmord den vanligaste dödsorsaken i åldersgruppen 15–44 år, samtidigt som de flesta självmord utförs av människor som är över 45 år.
Män är i hela världen mycket överrepresenterade bland självmördarna i alla åldersgrupper förutom på den kinesiska landsbygden. I Sverige var i början av 1900-talet förhållandet hela fem självmördade män för varje kvinna, men från 1970 sjönk kvoten till runt 2,5 män för varje kvinna. Den genomsnittliga kvoten för Europa är fyra män för varje kvinna.
Personer med tidigare självmordsförsök är en av de mest uttalade riskgrupperna. I Sverige är det vanligare med självmordsförsök bland kvinnor än bland män. Det tros bero på att det är mer kulturellt accepterat bland kvinnor att söka uppmärksamhet genom självmordsförsök, till exempel genom tablettöverdos (något som är mycket farligt men sällan dödligt). Män kommunicerar ofta inte sin psykiska ohälsa verbalt utan blir utåtriktade och aggressiva för att en dag ta livet av sig, och då med mer våldsamma och dödliga metoder så som att hänga eller skjuta sig. Svenska sjukhus tar emot omkring sex självmordsförsök för varje fullbordat självmord. Internationella beräkningar pekar på omkring från 8 till 25 självmordsförsök per självmord beroende på ålder och kön. Ett självmordsförsök beräknas kosta samhället drygt tre miljoner kronor, medan ett självmord beräknas kosta 18,7 miljoner kronor.
Andra grupper med förhöjd riskfaktor är ensamstående (särskilt nyblivet ensamstående som efter skilsmässa eller dödsfall) och människor med dåligt socialt nätverk (till exempel arbetslösa eller människor med social fobi). Bland en del invandrargrupper, i stora städer, samt på Gotland, i Värmland och Norrlands inland är självmordsfrekvensen högre än genomsnittet. Dock är Västerbotten det län i landet som har lägst självmordsfrekvens, sannolikt till följd av regionens starka folkrörelsetradition. I mindre tätorter där den sociala sammanhållningen är starkare är självmord mindre förekommande. Andra riskfaktorer är mobbning bland vuxna och barn, posttraumatisk stress efter till exempel krig, en svår olycka eller annan chockartad upplevelse och allvarlig psykisk sjukdom. Vid behandling av depression med psykofarmaka brukar självmordsrisken öka initialt; en djupt deprimerad människa mår ofta så dåligt att hen inte orkar företa sig något sådant som att ta sitt liv.
Hälften av alla självmord i Sverige är alkoholrelaterade, såtillvida att alkohol har förekommit före självmordet. Missbruk kan i sig driva en del att begå självmord, ibland genom att missbrukaren hamnar i en situation som han eller hon inte tror kan lösas eller i plågsam abstinens.
I USA har man observerat skillnader mellan självmordsfrekvens mellan den vita majoritetsbefolkningen och de svarta och spanskspråkiga minoriteterna. Vita löper 2,5 gånger högre risk att begå självmord än någon i de två minoritetsgrupperna.

### Ungdomar och självmord
Självmord bland barn och ungdomar ses internationellt som ett stort problem, självmord är nämligen en ledande dödsorsak bland unga människor. Men deras totala andel i förhållande till samtliga självmord är ganska blygsam. I Sverige försökte 2 000 ungdomar mellan 15 och 24 år ta sina liv år 2003, varav 118 fullfördes. Ibland kommer uppgifter om att självmorden bland unga stiger; det ligger närmare sanningen att konstatera att antalet självmord inte minskar i denna åldersgrupp som i de övriga. Men självmordsförsök och självskadebeteende har ökat, särskilt bland flickor.
I USA har självmorden bland unga minskat sedan mitten av 1990-talet. År 2001 tog 3 971 ungdomar livet av sig; 87 procent av dem var pojkar. I Storbritannien har självmorden bland ungdomar ökat markant sedan början 1990-talet och i princip hela ökningen har skett bland pojkar.
I Norge har självmordens relativa andel av dödsfallen i åldersgruppen 10–24 år ökat från sju procent 1973 till att 1992 ligga på 26 procent. Kraftigast är ökningen hos pojkar, men man har även observerat hur flickor anammat mer effektiva pojkmetoder.
Självmordsnivån bland barn och tonåringar har en större tendens att fluktuera över tid och är känsligare för snabba övergående trender och påverkan genom massmedia och Internet.

### Äldre och självmord
För de män som är över 80 år ökar självmorden kraftigt i jämförelse med kvinnor över 80 år som begår självmord. Ensamhet och fördomar mot äldre pekas av vissa ut som skäl till varför äldre väljer att ta sitt liv.

### Efterlevande
Efterlevande är de anhöriga som sörjer en person som har tagit sitt liv. I sorgeprocessen kan efterlevande uppleva depression, existentiell ångest och även få egna självmordstankar. Det rör sig om 10 000–15  000 personer varje år i Sverige.

## Metoder

### Förgiftning med fasta och flytande ämnen
Förgiftning med fasta och flytande ämnen är den vanligaste självmordsmetoden i Sverige, 32,5 procent av självmorden i Sverige mellan 1995 och 2004 skedde med denna metod.

### Bekämpningsmedel
Förgiftning med bekämpningsmedel står för en tredjedel av alla självmord i världen och är enligt Världshälsoorganisationens uppskattningar världens vanligaste självmordsmetod. Det är ovanligt i Europa och i Nordamerika, däremot utbrett i Asien, särskilt skuldsatta bönder på landsbygden i utvecklingsländer som Indien och Kina är utsatta. Dödligheten vid förtäring av vissa vanliga bekämpningsmedel ligger på drygt 70%.

### Överdoser på läkemedel och eller andra droger.
Barbiturater är en läkemedelsgrupp som upptäcktes i början på 1900-talet och vars olika preparat i rätta mängder kan användas för att behandla ångest, sömnproblem och epilepsi men som fasats då den var svår att dosera och ofta användes för självmord och förgiftningsolyckor. Under de senaste årtiondena har förskrivningen av preparat i barbituratfamiljen till stor del upphört till förmån för de mycket säkrare bensodiazepinerna, och självmordstalen med sömnmedel har sjunkit. Många föredrar att ta livet av sig med tabletter till följd av att det är pålitligt, snarare än att använda sig av en så kallad "exit bag". Det finns företag som tjänar pengar på att sälja självmordspiller till de som önskar att begå självmord. Försäljningen är kontroversiell. Särskilt Nembutal är populärt, men även Cyanid.

### Hängning
Hängning är den näst vanligaste självmordsmetoden i Sverige med en andel på 28,1 procent av självmorden under perioden från 1995 till 2004.

### Skjutning
Skjutning är den tredje vanligaste självmordsmetoden i Sverige, 10 procent av självmorden i Sverige mellan 1995 och 2004 skedde med denna metod.
I USA är självmord den vanligaste typen av dödsorsak föranledd av skjutvapen, och den i särklass vanligaste självmordsmetoden. Den stora spridningen av handeldvapen är en viktig anledning till att USA har höga självmordstal i internationella jämförelser.[källa behövs] I USA var år 2000 4 % av alla skottskador som behandlades på sjukhus misslyckade självmord.

### Självdränkning

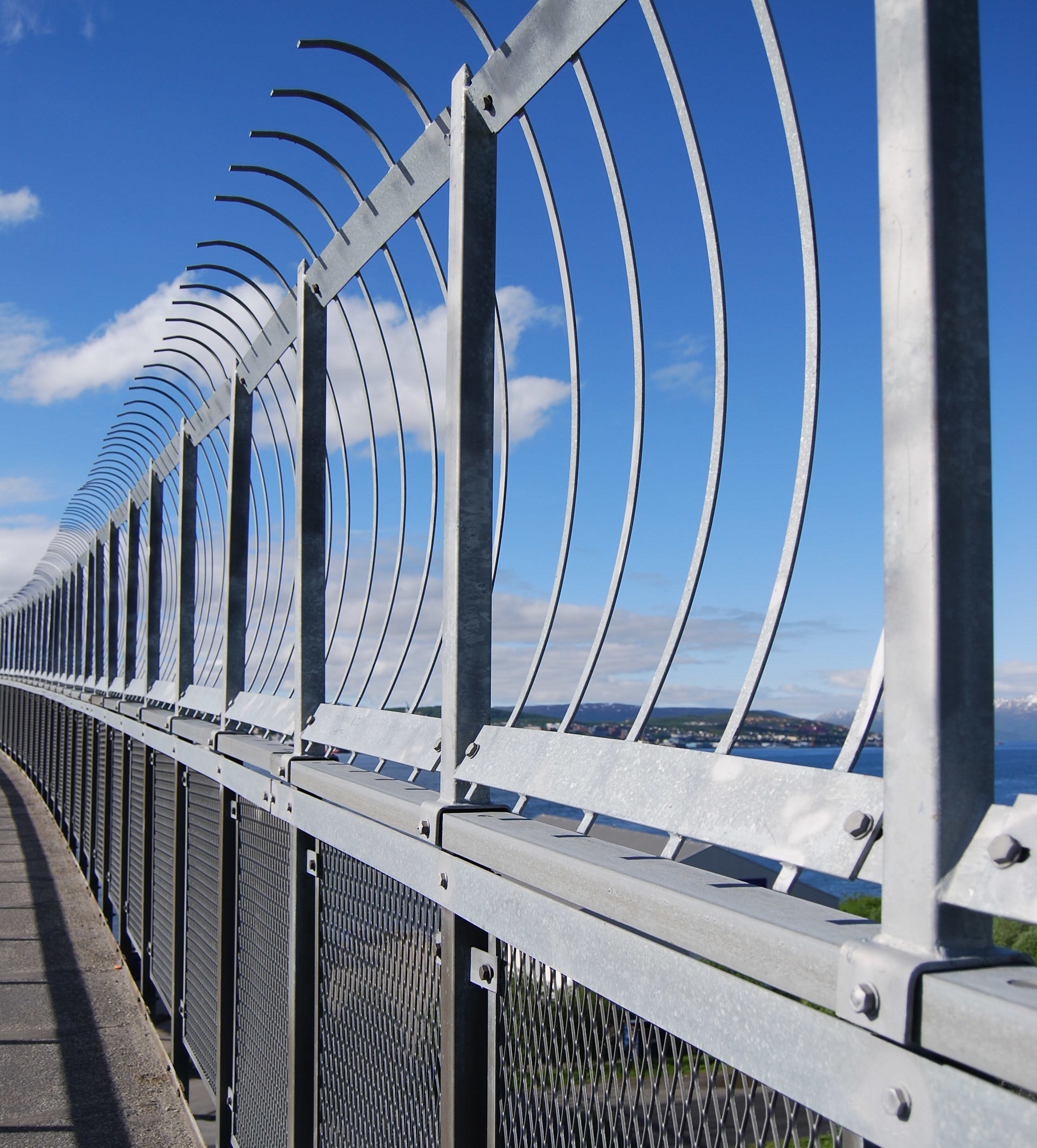
Höga staket designade för att försvåra självmord.

Självdränkning är den fjärde vanligaste självmordsmetoden i Sverige, 8,6 procent av självmorden i Sverige mellan 1995 och 2004 skedde med denna metod.

### Hopp från hög höjd
Hopp från hög höjd är den femte vanligaste självmordsmetoden i Sverige, 5 procent av självmorden i Sverige mellan 1995 och 2004 skedde med denna metod. Cirka 60–70 personer tar livet av sig i Sverige varje år genom hopp från hög höjd. Det är vanligt att man använder sig av broar, då dessa ofta når en viss höjd, men det händer att människor överlever sina självmordsförsök, trots fall på så mycket som 26 meter. Många broar i Stockholm har fått höjda staket för att förhindra människor från att begå självmord. Bland annat 2012 som en del av SPIS, Suicidprevention inom Stockholms län.

### Förgiftning med gaser och ångor
Förgiftning med gaser och ångor är den sjätte vanligaste självmordsmetoden i Sverige, 4,6 procent av självmorden i Sverige mellan 1995 och 2004 skedde med denna metod.
Självmord genom kolmonoxidförgiftning från förbränning av träkol är betydligt mer vanligt i Asien än i Europa; år 2003 var det den andra vanligaste självmordsmetoden i Hongkong där det utgjorde 25 procent av alla fallen.
Den här metoden är möjlig att genomföra med exempelvis helium vilket förhindrar panik och kvävnadskänsla innan människan tappar medvetandet.

### Stickande och skärande föremål
Att med stickande och skärande föremål åsamka sig själv sår som skall leda till att man förblöder är den sjunde vanligaste självmordsmetoden i Sverige 2,5 procent av självmorden i Sverige mellan 1995 och 2004 skedde med denna metod.

### Självbränning
Självbränning innebär att den som försöker ta livet av sig, sätter eld på sig själv med hjälp av någon form av brandfarlig vätska.

### Motorfordon
En del trafikolyckor och då främst singelolyckor är i själva verket självmord eller självmordsförsök Det är också vanligt att personer hoppar framför tåg och tunnelbanevagnar, bilar, eller dylikt, för att dö, något som kan orsaka förseningar. Detta har gjort att vissa argumenterat för att personer ska hindras från detta genom glasdörrar vid spåren, som hos Citybanan.

### Att träffas av tåg och tunnelbana
Cirka 5 procent av alla självmord i Sverige sker genom kollision med tåg. Metoden ses som ett allvarligt arbetsmiljöproblem för lokförare.
Den mest omfattande studien av självmord och järnväg som genomförts i Sverige är Helena Rådbos doktorsavhandling från år 2004 vid Karlstads universitet. Enligt Rådbos studie var 145 (76 procent) av de 192 dödsfall som skedde vid den svenska järnvägen mellan 2000 och 2002 självmord. Doktorsavhandlingen finansierades av Banverket och syftar till att utveckla tekniska system som minskar antalet självmord vid järnväg i Sverige. Efter studien har bland annat ett system med videoövervakning av järnvägsspår utvecklats och försöksinstallerats på sträckningen Lund-Malmö, där många självmord sker.
Omkring två tredjedelar av alla självmordsförsök i tunnelbanan i Montréal, Kanada misslyckas. Samma siffror gäller i övriga städer, bland annat Stockholm. Överlevande får ofta mycket allvarliga men, som lemlästning och förarna blir ofta starkt påverkade psykiskt.

### Indirekt självmord
En metod som polisen i främst USA uppmärksammat är självmord genom att hota till exempel en polis med dödligt våld genom att vifta med ett skjutvapen eller liknande för att sedan låta sig skjutas ihjäl av polisen. I massmedia i USA kallas detta ofta för Suicide by cop.

## Självmordsuppfattningar
I de flesta kultursfärerna och kanske framför allt de som präglats av de abrahamitiska religionerna har självmord betraktats som en tabubelagd gärning. Samtidigt har dock rena självmordsattacker i till exempel krig belönats med ett martyrskap och en säker plats i himmelen. I islams jihad och kristendomens korståg fick de stridande och medvandrande löfte om en plats i paradiset om de dog, något som sannolikt ökade offerviljan, särskilt vid betänkande den religiösa tiden för dessa företeelser.
I historisk tid har ofta personen som försökt ta sitt liv setts som en brottsling, som försökt sig på ett mord men misslyckats. Det hänger samman med att livet inte sågs som ens eget, utan tillhörande Gud eller staten. I dag har de flesta moderna kyrkor och andra religiösa samfund antagit en mer förlåtande syn på självmördaren; man utgår ifrån att självmördarna inte är riktigt tillräkneliga (i någon mening sjuka och utan förmåga att begripa sin egen situation) och blir därmed, ur en teologisk synvinkel, ansvarsbefriade. I Sverige blev (i juridisk mening) självmord lagligt 1856, men fortfarande är självmord och, ännu vanligare, medhjälp till självmord olagligt på många håll i världen.
För övrigt har det i modern tid ägt rum en normalisering av synen på självmord till att se det som ett ödesdigert uttryck för psykisk ohälsa och samhället har på de flesta håll tagit som sin uppgift att på olika sätt försöka intervenera – uppenbart självmordsbenägna kan frihetsberövas och underkastas psykiatrisk tvångsvård. På många håll har civila organisationer som kyrkor och intresseföreningar nödnummer dit självmordsbenägna kan ringa för att få stöd och råd; flera av dem går att nå genom landets nödnummer. 
Enligt senaste forskning inom suicid så kan självmord ibland ses som en psykisk olycka. Psykisk ohälsa är inte alltid förklaringen till att någon tar sitt liv. En person som befinner sig i en extremt pressad livssituation, som arbetslöshet, skilsmässa eller en anhörigs död, kan få självmordstankar.  Att en person har självmordstankar är inte farligt men om denne börjar agera på dessa tankar kan en psykisk olycka ske som leder till att denne tar sitt liv.

### Judendomens syn
Judendomens syn på självmordet har i mångt och mycket gått i arv till kristendom och islam. För judar är självmordet absolut tabu och personen anses vara en mördare. Det sägs också att livet inte är ens eget utan Guds och att det därför är orätt att ta sitt liv. Efter självmordet fastnar själen i världen, hos oss: Kroppen återgår till stoft, men själen får inte komma in i paradiset.
I Tanach (eller gamla testamentets böcker i Bibeln) beskrivs några självmord. Det första är judarnas förste konung, Saul, som tog sig av daga med svärd när hans vapendragare tvekade att göra så. Vidare, när Ahitofel önskar soldater för att slå kung David, men nekas detta, tar han sitt liv. När Simri blir överfallen i Tirsa retirerar han till sitt palats och bränner det med sig själv i. Simson dödade sig själv och sina fiender i en självmordsattack enligt Domarboken.

### Kristendomens syn
Svenska kyrkan gör idag ingen skillnad mellan människor som dött på grund av självmord eller av andra orsaker. Man betonar Guds kärlek till alla människor och försöker på olika sätt hjälpa anhöriga, och människor som funderar på att begå självmord. Historiskt sett har synen varit en helt annan, man har bland annat nekat att begrava självmördare i vigd jord.
Bland katoliker har självmord betraktats som en av de allvarligaste synderna man kan begå. Historiskt har kyrkan haft en sträng hållning mot personer som begått självmord, inte hållit begravningsgudstjänst och inte låtit dem ligga i vigd jord. Enligt katolska kyrkans katekes (n. 2280-2283) är människan förvaltare och inte ägare av sitt liv. Självmord är ett brott mot den kärlek som människan ska hysa till sig själv och ett uttryck för bristande solidaritet med de sociala sammanhang man ingår i. Svåra psykiska besvär, ångest eller fruktan för prövningar, lidande eller tortyr är förmildrande omständigheter vid bedömningen av suicid. Man ska inte misströsta om evig frälsning för den som berövat sig livet, eftersom Gud kan ge möjlighet till ånger också på andra sidan döden, och kyrkan ber för dem som begått denna desperata handling.
Enligt Matteusevangeliet i Bibeln ska Jesu lärjunge Judas Iskariot ha hängt sig efter att ha förrått Jesus.

### Islams syn
Enligt koranen förbjuder Allah (Gud) människan att döda eller skada sig själv. I Koranen står det: "Av denna orsak förskrev Vi för Israels barn att om någon dödar en människa, som inte själv har dödat någon eller försökt störa ordningen på jorden och sprida sedesfördärv, skall det anses som om han hade dödat hela människosläktet och om någon räddar en människa skall det anses som om han hade räddat hela människosläktet". 
[Koranen 5:32].

### Hinduismens syn
Hinduismen godkänner inte självmord. Anledningen är att en människa inte kan komma ifrån sitt öde och liv. Den som begår självmord får ett svårare liv efter detta, eller går tillbaka till en lägre livsnivå. Det är ett stort misstag för individen om självmord begås. En hindu som begår självmord kommer varken till himlen eller till helvetet, utan denne återföds till något sämre hela tiden och kommer aldrig kunna uppnå moksha.

### Buddhismens syn
Inom buddhismen har man olika uppfattningar om frågan att ta sitt eget liv. I skrifterna står det,[källa behövs] att det är tillåtet att begå självmord när man har nått en viss upphöjd nivå i livet för de upplysta; de upplysta har inga önskningar kvar i livet och kan uppgå i nirvana. I Kina och Japan utfördes ibland sådana rituella självmord där munkar drack te av olika örter och upplöst harts under flera dagar för att sedan begravas levande. Där kunde sedan munken sitta i flera dagar innan han dog. Lyckades självmordet fullt ut blev liket självmumifierat. Däremot var det inte tillåtet att begå självmord om man tillhörde de icke-upplysta. De oupplysta har en lång väg att gå med många återfödelser, medan en upplyst persons handlingar inte längre anses generera karma, varken ont eller gott.
Ett litet antal buddhistiska munkar (utan status som upplysta) har också, i modern tid, tagit livet av sig i politisk protest, som regel genom att dränka in sig i bensin och antända sig på offentlig plats.

## Självmord i litteratur och film

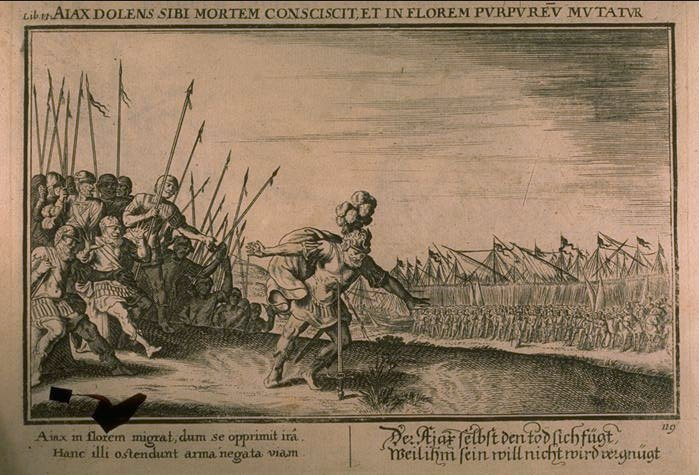
Ajax självmord

Självmord har länge skildrats i litteraturen. Den grekiske skalden Homeros hjältefigur Ajax begår självmord genom att slänga sig över sitt svärd när han besegrats av Odysseus.
Litteraturhistoriens kanske mest kända självmord äger rum i William Shakespeares pjäs Romeo och Julia om förbjuden kärlek. Den slutar med att de två förälskade ungdomarna begår självmord efter ett missförstånd.
Den tyske skalden Johann Wolfgang von Goethe skrev 1774 den korta brevromanen Den unge Werthers lidanden om målaren Werther som är olyckligt kär i sin bäste väns trolovade, Charlotte. Den känslosamme Werther mäktar inte med och skjuter sig. Romanen var upphovet till en våg av känslosamhet och svärmande krig begrepp som Weltschmerz. Mest uppståndelse väckte alla de självmord som tillskrevs romanen (se Werther-effekt).
Självmord i film är ofta av typen självmordsattack eller blivande martyrskap. Ett av de mer makabra exempel på motsatsen är den japanska filmen Suicide Club som börjar med hur 54 flickor i skoluniform hoppar framför ett framrusande pendeltåg. Filmen kretsar kring Tokyo-polisen som försöker reda ut hur mängder av ungdomar fås att sluta självmordspakter på Internet.
”Det finns bara ett enda riktigt allvarligt filosofiskt problem: självmordet.” Så börjar Camus filosofiska roman Myten om Sisyfos, som behandlar det absurda livets val och kval. Enligt författaren är även en träls enformiga liv, utan hopp eller mening, värt att leva.

## Självmord i historien
Under bland annat antiken kunde det vara ärofullt att begå självmord – eller låta sina kamrater ta ens liv – för att inte falla i fiendens händer. Den karthagiske fältherren Hannibal begick exempelvis självmord inför hotet att bli utlämnad till Rom. Efter det judiska upproret i Masada fann romarna bara två kvinnor och fem barn vid liv, 960 andra hade tagit sina liv. Ett annat känt exempel på en person som tagit sitt liv för att inte behöva möta fienden är när Adolf Hitler tog sitt liv under andra världskrigets slutskede.
Även politiska intriger har historiskt kunnat frambringa självmord: Den romerske politikern Marcus Antonius begick självmord när han fick höra ryktet att modern till några av hans barn, Egyptens drottning Kleopatra, begått självmord. I bakgrunden fanns en politisk fejd mellan Antonius och Kleopatra på sin sida och imperatorn Octavianus på den andra. Bara några dagar efter Antonius begick även Kleopatra självmord.
Under perioder har vissa samhällen även påtvingat människor självmord som en form av ärofullt dödsstraff. Den grekiske filosofen Sokrates fick välja mellan att förkasta allt han sade sig stå för eller döden. Han valde döden och verkställde domen själv genom att dricka gift. Under andra världskriget gjorde den tyske fältmarskalken Erwin Rommel samma val när han fick välja mellan antingen giftbägaren eller rättegång, förlorad ära (vilket skulle påverka hans familj) och säker avrättning.
I delar av det feodala Kina och i Japan har självmordet under vissa omständigheter kunnat ses som ett fullgott sätt att behålla hedern vid exempelvis ett personligt misslyckande (se Seppuku).